# Rafael Jazo
Rafael Jazo Ceballos (* 1935 en Jilotlán de los Dolores, Jalisco, México - † 1 de noviembre de 2015 en Guadalajara, Jalisco, México) fue un empresario mexicano que fungió como presidente del Club Deportivo Guadalajara durante el período de 1996 a 1999. Durante su gestión como presidente, se impulsó el trabajo de fuerzas básicas, incorporando a José Luis Real como parte del equipo técnico del club.

## Biografía
Nació en 1935 en Jilotlán de los Dolores, Jalisco, México. Se casó con Isabel Altamirano Gutiérrez el 31 de enero de 1959.
Se desempeñó a niveles directivos en Petróleos Mexicanos (PEMEX) y fue parte de la industria farmacéutica desde 1956, siendo fundador de empresas como Rajace, dedicada a la fabricación de medicamentos.
Su ingreso al Club Deportivo Guadalajara se da en el año de 1963 y 33 años después fue elegido presidente de la institución, cargo que ocupó de 1996 a 1999.
Falleció el domingo 1 de noviembre de 2015 en Guadalajara, Jalisco, México, a los 80 años de edad, víctima de cáncer.